# Noah Frick
Noah Frick (Liestal, Suiza, 16 de octubre de 2001) es un futbolista liechtensteiniano que juega como delantero en el FC Triesenberg de la 3. Liga.

## Selección nacional
Tras jugar con la selección de fútbol sub-17 de Liechtenstein, la sub-19 y con la sub-21, finalmente debutó con la selección absoluta el 23 de marzo de 2019. Lo hizo en un partido de clasificación para la Eurocopa 2020 contra Grecia que finalizó con un resultado de 0-2 a favor del combinado griego tras los goles de Kostas Fortounis y Anastasios Donis.

## Clubes
| Club                | País          | Año       | Partidos | Goles |
| ------------------- | ------------- | --------- | -------- | ----- |
| F. C. Vaduz         | Liechtenstein | 2018-2020 | 53       | 4     |
| Neuchâtel Xamax FCS | Suiza         | 2020-2021 | 0        | 0     |
| S. C. Brühl         | Suiza         | 2021-2022 | 6        | 0     |
| F. C. Gossau        | Suiza         | 2022      | 8        | 0     |
| F. C. Montlingen    | Suiza         | 2022-2023 |          |       |
| FC Triesenberg      | Liechtenstein | 2024-     |          |       |